# Cabo Bon
El cabo Bon (en árabe: , كاب بون‎, o Eddar Rass) es un cabo y una península localizado en la costa septentrional de África, en aguas del mar Mediterráneo, en el extremo nororiental de Túnez. Es el extremo noroccidental del golfo de Túnez. En la península se encuentran las ciudades de Nabeul o Kélibia. Las ruinas de la ciudad púnica de Kerkouane también se encuentran aquí.

## Batallas
- Batalla de Cabo Bon (468). En el año 468 se enfrentaron en sus proximidades la armada del Imperio Bizantino y la del reino vándalo del norte de África.
- Batalla de Cabo Bon (1941). Batalla naval que tuvo lugar durante la Segunda Guerra Mundial, el 13 de diciembre de 1941.

- Datos: Q849879
- Multimedia: Cape Bon / Q849879